# Titanenstrijd

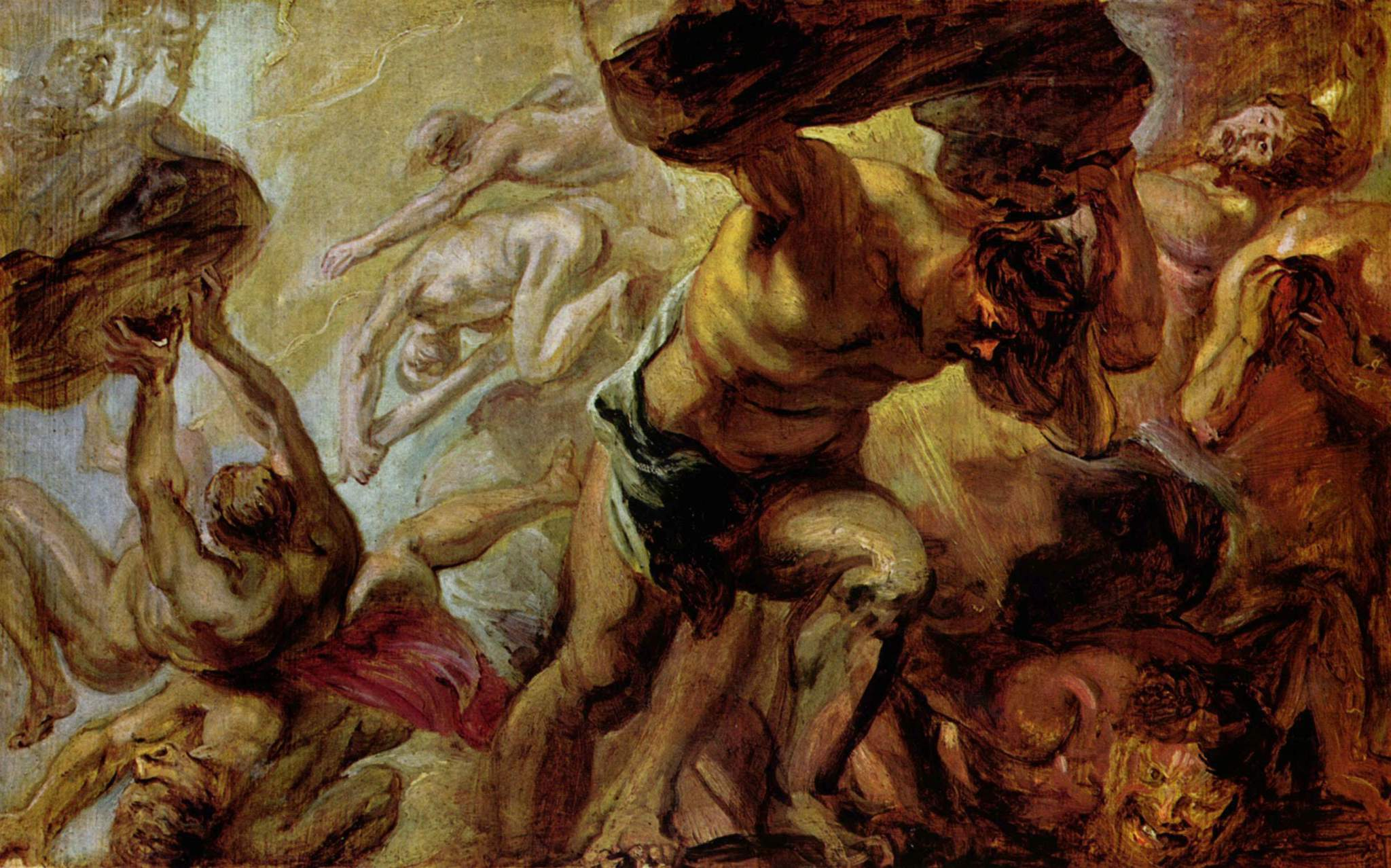
Peter Paul Rubens. De val van de Titanen. Ca. 1637-1638. Olieverf op paneel. 26,8 × 42,7 cm. Brussel, Koninklijke Musea voor Schone Kunsten van België.

De Titanenstrijd is een verhaal uit de Griekse mythologie. Het handelt over de strijd tussen de Titanen en de Olympische goden.

## Het verhaal
De oppertitaan Kronos heerste over de wereld maar at zijn kinderen op, omdat hem door zijn vader Ouranos was voorspeld dat zij hem zouden onttronen. Door ingrijpen van Rhea werd de jongste zoon, Zeus, gespaard. Ze verborg hem meteen na zijn geboorte op de berg Ida op Kreta. Ze wikkelde een steen in babykleertjes en gaf die aan Kronos, zeggend dat het Zeus was. Uiteindelijk dwong Zeus Kronos tot het uitbraken van zijn inmiddels volwassen broers en zussen. Kronos liet het er echter niet bij zitten en bond samen met de andere Titanen de strijd aan met Zeus.
De Titanen kozen hun hoofdkwartier op de berg Othrys, de nieuwe goden op de Olympus. In een poging om de Olympische goden te verslaan, stapelden de Titanen de bergen Pelion en Ossa op elkaar om de top van de Olympus te bereiken. Echter versloegen Zeus en de andere goden de Titanen, waarna de laatstgenoemden naar de onderwereld werden verbannen. In het diepste deel van de Tartarus werden ze vastgezet, omgeven door een drievoudige nacht en streng bewaakt door Cyclopen en Hekatoncheiren. Uiteindelijk werden de daden van de Titanen vergeven en mochten ze in de Elyzeese Velden wonen.
Een aantal Titanen, waaronder Oceanus en Tethys, nam niet deel aan de strijd. Hierdoor vervreemdden zij van hun broers en zussen, maar behielden hun macht en mochten in de bovenwereld blijven.
Gaia was het oneens met de in haar ogen te strenge behandeling van haar kinderen en keerde zich naar aanleiding hiervan tegen Zeus. Ook haar pogingen faalden ten slotte.

## Andere betekenissen
Een titanenstrijd kan ook als metafoor gelden voor een enorme of zeer grote strijd of lastige klus.